# Gadiculus argenteus
A Gadiculus argenteus a csontos halak (Osteichthyes) főosztályának a sugarasúszójú halak (Actinopterygii) osztályába, ezen belül a tőkehalalakúak (Gadiformes) rendjébe és a tőkehalfélék (Gadidae) családjába tartozó faj.
Nemének egyetlen faja.

## Előfordulása
A Gadiculus argenteus elterjedési területe az Atlanti-óceán északkeleti része, Nyugat-Földközi-tenger, a Gibraltári-szoros és környéke, valamint Marokkó tengerpartjai.

## Alfajai
Ennek a halfajnak két alfaja van, de egyes rendszerező két külön fajnak tekinti őket.
- Gadiculus argenteus argenteus
- Gadiculus argenteus thori

## Megjelenése
Ez a hal általában 10 centiméter hosszú, de akár 15 centiméteresre is megnőhet. Szemei nagyok. Tapogatószálai hiányzanak. Háti része rózsaszín vagy világosbarna; oldalai ezüstösek. Nagy, ezüstös pikkelyei könnyen leválnak. Az oldalvonal a fej felső részéig tart, ahol hét nyálkás nyílás található.

## Életmódja
A Gadiculus argenteus nyílttengeri halfaj, amely nagy rajokban úszik, de nem vándorol. 100-1000 méteres mélységekben tartózkodik. Az iszapos és kavicsos fenéket kedveli. Tápláléka kisebb rákok és férgek. A halászatilag értékes halak egyik fő zsákmányát képezi a Gadiculus argenteus.
Legfeljebb 3 évig él.

## Szaporodása
Télen a Földközi-tenger nyugati részén ívik; tavasszal pedig északabbra vonul ívni.

## Felhasználása
Nincs ipari mértékű halászata; inkább csak csalétekként használják.